# Solieria vicina
Solieria vicina är en tvåvingeart som beskrevs av Jean-Baptiste Robineau-Desvoidy 1849. Solieria vicina ingår i släktet Solieria och familjen parasitflugor.
Artens utbredningsområde är Frankrike. Inga underarter finns listade i Catalogue of Life.